# Johann Gustav Eduard Stehle
Johann Gustav Eduard Stehle, född 17 februari 1839 i Steinhausen, Württemberg, död 21 juni 1915 i Sankt Gallen, var en tysk-schweizisk organist och tonsättare.
Stehle var domkyrkokapellmästare i Sankt Gallen från 1874 och bildade en av samtidens bästa kyrkokörer. Han komponerade i polyfon stil mässor (bland annat den prisbelönta Salve regina, 24 upplagor 1868–1912), kantater (bland andra Lumen de cælo och Frithjofs Heimkehr), körverk för mansröster a cappella, motetter för hela kyrkoåret och orgelstycken. 